# Playlist Your Way
Albums de DMX
The Definition of X: The Pick of the Litter
(2007) The Best of DMX
(2010)
Playlist Your Way est une compilation de DMX, sortie le 24 février 2009. 

## Liste des titres
| No  | Titre                                       | Album d'origine                      | Durée |
| --- | ------------------------------------------- | ------------------------------------ | ----- |
| 1.  | Where the Hood At?                          | Grand Champ                          | 4:46  |
| 2.  | What These Bitches Want? (featuring Sisqó)  | ...And Then There Was X              | 4:13  |
| 3.  | Get at Me Dog (featuring Sheek Louch)       | It's Dark and Hell Is Hot            | 4:03  |
| 4.  | Ruff Ryders' Anthem                         | It's Dark and Hell Is Hot            | 3:34  |
| 5.  | What's My Name?                             | ...And Then There Was X              | 3:52  |
| 6.  | Party Up (Up In Here)                       | ...And Then There Was X              | 4:28  |
| 7.  | X Gon' Give It to Ya                        | Grand Champ                          | 3:38  |
| 8.  | We Right Here                               | The Great Depression                 | 4:27  |
| 9.  | How's It Going Down                         | It's Dark and Hell Is Hot            | 4:42  |
| 10. | One More Road to Cross                      | ...And Then There Was X              | 4:20  |
| 11. | Slippin'                                    | Flesh of My Flesh, Blood of My Blood | 5:05  |
| 12. | Get It on the Floor (featuring Swizz Beatz) | Grand Champ                          | 4:22  |
| 13. | Damien                                      | It's Dark and Hell Is Hot            | 3:42  |
| 14. | Who We Be                                   | The Great Depression                 | 4:47  |